# منصور لمباركي

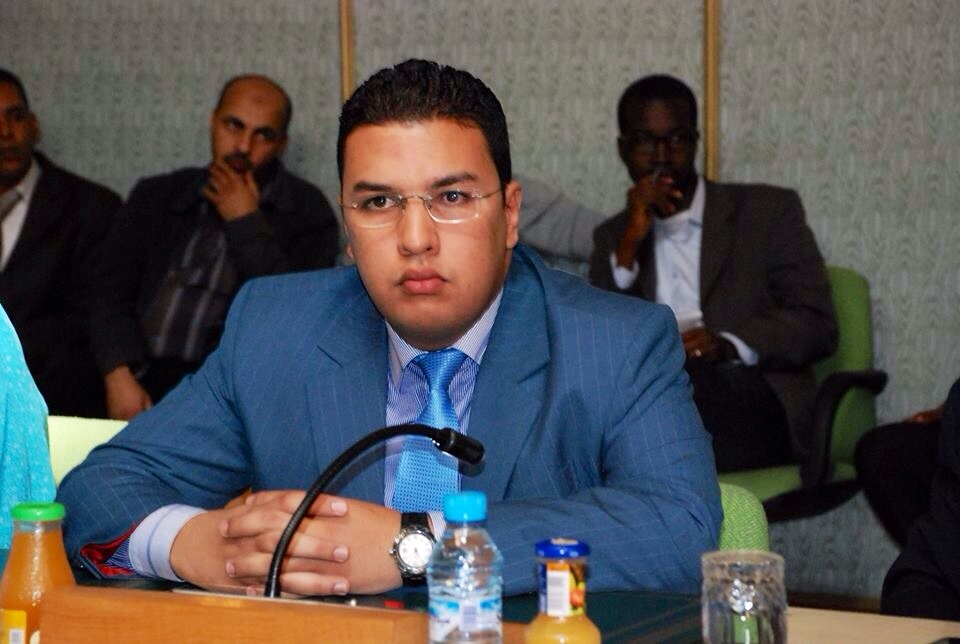
منصور لمباركي
شخصية سياسية من مواليد 1988 بمحافظة العيون بالصحراء الغربية عمل مستشار لرئيس الحكومة المغربية في الفترة مابين 2007 و 2011 و هو أصغر عضو ينتخب بالبرلمان المغربي منذ تأسيسه سنة 1963 ويرأس حاليا هيئة ديبلوماسية مغربية .